# Euphorbia heptapotamica
Euphorbia heptapotamica là một loài thực vật có hoa trong họ Đại kích. Loài này được Golosk. mô tả khoa học đầu tiên năm 1982.